# Utricularia arcuata
Utricularia arcuata är en tätörtsväxtart som beskrevs av Robert Wight. Utricularia arcuata ingår i släktet bläddror, och familjen tätörtsväxter. Inga underarter finns listade i Catalogue of Life.

## Bildgalleri

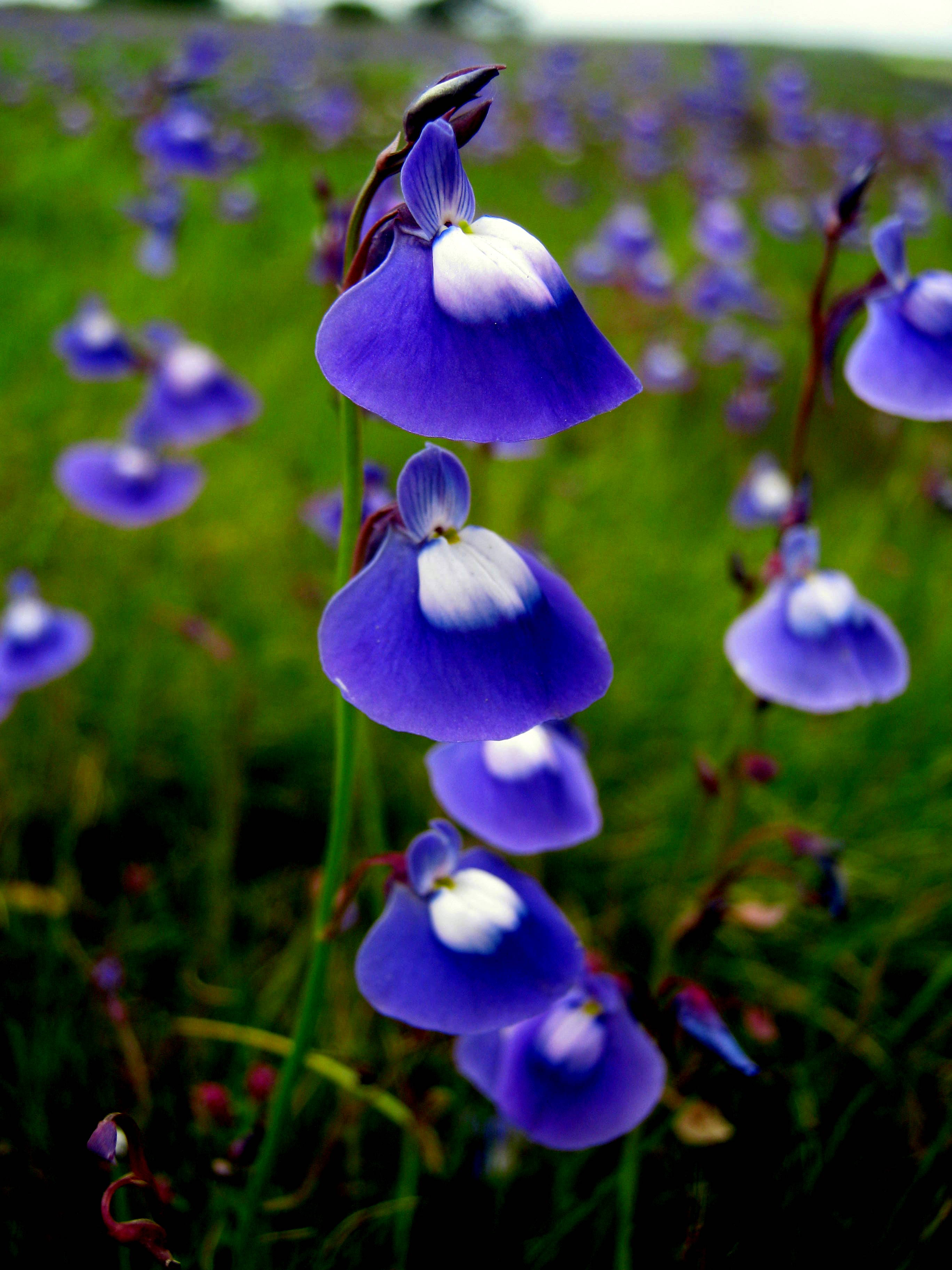
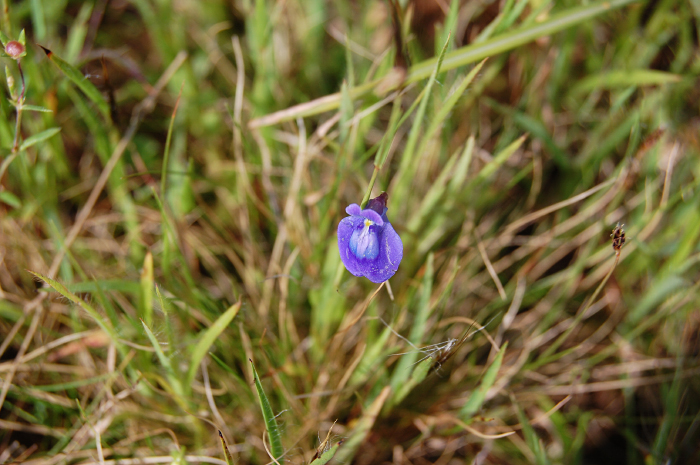
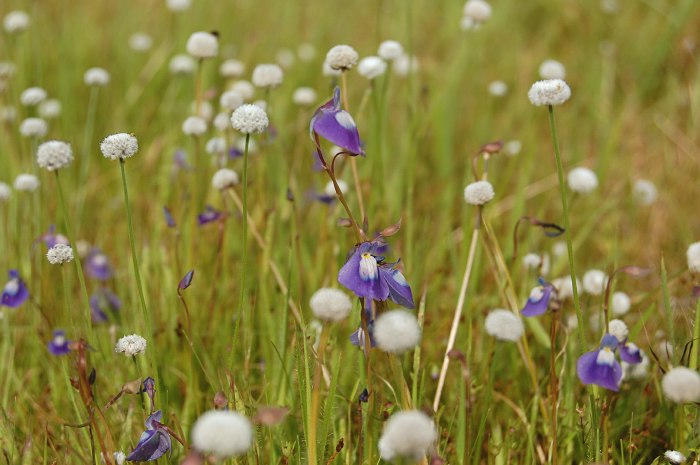